# ポルシェのエンジン一覧
ポルシェのエンジン一覧はポルシェがこれまでに製造してきたエンジンの一覧である。

## 単気筒
- 361型 - ポルシェ・360テスト用[1]。

## 4気筒

### 空冷水平対向4気筒
ポルシェ・356、ポルシェ・550、ポルシェ・787、ポルシェ・904、ポルシェ・912などに使用されている。
- VW369型 - 内径φ75mm×行程64mmで1,131cc、圧縮比7.0。356.001（1948年）に搭載された。
- 369型 - 内径φ73.5mm×行程64mmで1,086cc、圧縮比7.0。40PS/4,200rpm、7.15kgm/2,500rpm。356/2[1]（1948-1951年）、356/1100[1]（1950-1954年）に搭載された。
- 502型 - 356用の1.5リットルエンジン[1]。
- 506型 - 内径φ80mm×行程64mmで1,286cc、圧縮比6.5。44PS/4,200rpm、8.3kgm/2,500rpm。356/1300[1]（1951-1954年）に搭載された。
- 506/1型 - 内径φ74.5mm×行程74mmで1,290cc。356/1300A（1954-1957年）に搭載された。
- 506/2型 - 内径φ74.5mm×行程74mmで1,290cc。356A1300（1955-1957年）に搭載された。
- 527型 - 内径φ80mm×行程74mmで1,88cc、圧縮比7.0。60PS[1]/4,800rpm、10.2kgm/3,250rpm。356/1500[1]（1951-1952年）に搭載された。
- 528型 - 内径φ80mm×行程64mmで1,488cc、圧縮比8.2。356/1500スーパー[1]（1952-1955年）に搭載された。
- 546型 - 内径φ80mm行程64mmで1,488cc、圧縮比6.5。55PS/4,400rpm、10.5kgm/2,500rpm。356/1500（1952-1955年）に搭載された。
- 546/2型 - 546型を3ピース、クランクケース付きとしたもの[1]。
- 547型 - 1.5リットル、4カムシャフトレーシングエンジン[1]。
- 547/1型 - 内径φ85mm×行程66mmで1,488cc[2]、圧縮比9.5[2]で110PS/6,200rpm[2]、13.2kgm/5,300rpm[2]の仕様が550スパイダー（1955年）に搭載[2]されまた圧縮比9.8[3]で135PS/7,200rpm[2]、14.8kgm/5,900rpm[2]の仕様が550Aスパイダー[2]（1956-1957年）に搭載された。
- 547/3型 - 1,498cc[4]。RS61に搭載[4]された。
- 547/4型 - 1,587cc[4]。160PS/7,800rpm[4]、15.0kgm/7,000rpm[4]。RS61に搭載[4]された。
- 547/4.5型 - 1,587cc[4]。RS61に搭載[4]された。
- 547/5型 - 1,606cc[4]。RS61に搭載[4]された。
- 587型 - 2リットルレース用エンジン[1]。RS61、904に搭載された。
- 587/1型 - 1,966cc[5]で圧縮比9.5[5]、130PS/6,200rpm[5]、16.5kgm/4,500rpm[5]。356カレラ2000GS（1953-1955年）に搭載[5][1]された。
- 587/2型 - 587/1型をレース用にしたもの[1]。
- 587/3型 - 1,966cc[4]。185PS/7,200rpm[4]、21.5kgm/5,000rpm[4]仕様がRS61[4]に搭載された。356カレラ2000GS[4]に搭載された。180PS/7,800rpm[6]、20.5kgm/5,000rpm[6]仕様が904カレラGTS[6][1]（1964年）に搭載された。
- 589型 - 内径φ74.5mm×行程74mmで1,290cc、圧縮比8.2。356/1300スーパー（1953-1955年）に搭載された。
- 589/2型 - 内径φ74.5mm×行程74mmで1,290cc、圧縮比8.2。356A1300スーパー（1955-1957年）に搭載された。589型を3ピースとしたもの[1]。
- 616/1型 - 内径φ82.5mm×行程74mmで1,582cc、圧縮比7.5。60PS/4,500rpm、11.2kgm/2,800rpm。356A1600[1]（1955-1959年）、356B（1959-1963年）に搭載された。
- 616/2型 - 内径φ82.5mm×行程74mmで1,582cc、圧縮比8.5。75PS/5,000rpm、11.9kgm/3,700rpm。356B（1959-1963年）に搭載された。
- 616/3型 - 616/1型を産業用にしたもの[1]。
- 616/7型 - 内径φ82.5mm×行程74mmで1,582cc、圧縮比9.0。90PS[1]/5,500rpm、12.3kgm/4,300rpm。356B1600スーパー90[1]（1960-1963年）に搭載された。
- 616/15型 - 内径φ82.5mm×行程74mmで1,582cc、圧縮比8.5。75PS/5,200rpm、12.5kgm/3,600rpm。356C[1]に搭載された。
- 616/16型 - 内径φ82.5mm×行程74mmで1,582cc。95PS/5,800rpm、12.6kgm/4,200rpm。356C/1600SC[1]に搭載された。
- 616/36型 - 内径φ82.5mm×行程74mmで1,582cc、圧縮比9.3。90PS/5,800rpm、12.4kgm/3,500rpm。912[1]（1965-1968年）に搭載された。
- 616/39型 - 内径φ82.5mm×行程74mmで1,582cc、圧縮比9.3。90PS/5,800rpm、12.4kgm/3,500rpm。912[1]（1968-1969年）に搭載された[注釈 1]。
- 692型 - カレラ用4カムシャフト改良エンジン[1]。
- 692/0型 - 692型のローラーベアリング仕様1.5リットルエンジン[1]。
- 692/1型 - 692/0型をプレーンベアリング仕様としたもの[1]。
- 692/2型 - 692型をツーリングカレラ用としたもの[1]。
- W型 - 内径φ90mm×行程66mmで1,679cc、圧縮比8.2。80PS/4,900rpm、13.5kgm/2,700rpm。914に搭載された。
- GB型 - 内径φ94mm×行程71mmで1,971cc、圧縮比8.0。100PS/4,900rpm、16kgm/3,000rpm。914に搭載された。

### 水冷直列4気筒
ポルシェ・924、ポルシェ・944、ポルシェ・968などに使用されている。
- XF型 - 内径φ86.5mm×行程84.4mmで1,984cc、圧縮比8.0。100PS/5,500rpm、15.6kgm/3,000rpm。924（1976年-1977年前半）に搭載された。
- XG型 - 内径φ86.5mm×行程84.4mmで1,984cc、圧縮比8.0。115PS/5,750rpm、15.9kgm/3,500rpm。924（1977年後半-1979年）に搭載された。
- VC型 - 内径φ86.5mm×行程84.4mmで1,984cc、圧縮比8.0。115PS/5,750rpm、15.9kgm/3,500rpm。924（1980年-）に搭載された。
- M31/02型 - 内径φ86.5mm×行程84.4mmで1,984cc、圧縮比7.5。150PS/5,500rpm、21.0kgm/3,500rpm。924ターボ（1980年）に搭載された。
- M31/04型 - 924ターボ（1981年-）に搭載された。
- M31/50型 - 1,983cc。210PS/6,000rpm、28.0kgm/3,500rpm。924カレラGT（1980年）に搭載された。
- M44/02型 - 内径φ100mm×行程78.9mmで2,479cc、圧縮比9.5。155PS/5,500rpm、20.2kg/3,000pm。944（1983-1985年）に搭載された。
- 944型 - 内径φ100mm×行程78.9mmで2,479cc、圧縮比9.5。155PS/5,500rpm、20.2kg/3,000pm。924S（1986-1988年）に搭載された。
- M44/40型 - 内径φ100mm×行程78.9mmで2,479cc、圧縮比10.9。DOHC。190PS/6,000rpm、23.5kg/4,300pm。944S（1986-1988年）に搭載された。
- M44/51型 - 内径φ100mm×行程78.9mmで2,479cc、圧縮比8.0。220PS/5,800rpm、33.6kgm/3,500rpm。944ターボ（1985-1991年）に搭載された。

## 6気筒

### 空冷水平対向6気筒
ポルシェ・906、ポルシェ・908/4、ポルシェ・910、ポルシェ・911、ポルシェ・930、ポルシェ914/6、ポルシェ916、ポルシェ・934、ポルシェ・935、ポルシェ・936、ポルシェ・956、ポルシェ・959などに使用されている。
- 745型 - 実験用エンジンで2.0リットルと2.2リットルがある[1]。
- 901/01型 - 内径φ80mm×行程66mmで1,991cc、圧縮比9.0。130PS[1]/6,100rpm、17.8kgm/4,200rpm。911[1]（1964-1967年）に搭載された。
- 901/02型 - 内径φ80mm×行程66mmで1,991cc、圧縮比9.8。160PS[1]/6,600rpm、18.2kgm/5,200rpm。911S[1]（1966-1968年）に搭載された。
- 901/03型 - 内径φ80mm×行程66mmで1,991cc、圧縮比8.6。110PS[1]/5,800rpm、16.0kgm/4,200rpm。911T[1]（1967-1968年）に搭載された。
- 901/05型 - 901/01型をウェーバー製キャプレター付きに変更したもの[1]。
- 901/06型 - 内径φ80mm×行程66mmで1,991cc、圧縮比9.0。130PS/6,100rpm、17.8kgm/4,200rpm。911L（1967-1968年）に搭載された。901/05型のバルブタイミングを改善したもの[1]。
- 901/07型 - 901/06型のスポルトマチック付き[1]。
- 901/08型 - 901/02型のスポルトマチック付き[1]。
- 901/09型 - 内径φ80mm×行程66mmで1,991cc。燃料噴射装置仕様[1]。911E[1]に搭載された。
- 901/10型 - 内径φ80mm×行程66mmで1,991cc。燃料噴射装置仕様[1]。911S[1]に搭載された。
- 901/13型 - 901/03型のスポルトマチック付き[1]。
- 901/20型 - 内径φ80mm×行程66mmで1,991cc[7]、圧縮比10.3[7]。210PS[1]/8,000rpm[7]、20.0kgm/6,000rpm[7]。906[7][1]、910[8]に搭載された。燃料噴射装置仕様は220PS/8,000rpm[8]、21.0kgm/6,400rpm[8]。
- 901/21型 - 901/20型の燃料噴射装置仕様[1]。906E、910/6に搭載された[1]。
- 901/22型 - 内径φ80mm×行程66mmで1,991cc[9]、圧縮比10.3[9]。210PS/8,000rpm[9]、21.0kgm/6,000rpm[9]。911R[9][1]に搭載された。
- 901/30型
- 901/36型 - 内径φ80mm×行程66mmで1,991cc。110PS/5,800rpm、16.0kgm/4,200rpm。914/6に搭載された。
- 911/01型 - 内径φ84mm×行程66mmで2,195cc。911Eに搭載された。
- 911/02型 - 内径φ84mm×行程66mmで2,195cc。911Sに搭載された。
- 911/03型 - 内径φ84mm×行程66mmで2,195cc。125PS/5,800rpm、18.0kgm/4,200rpm。911Tに搭載された。
- 911/43型
- 911/52型 - 内径φ84mm×行程70.4mmで2,341cc。911Eに搭載された。
- 911/53型 - 内径φ84mm×行程70.4mmで2,341cc。911Sに搭載された。
- 911/57型 - 内径φ84mm×行程70.4mmで2,341cc。911Tに搭載された。
- 911/72型 - 内径φ90mm×行程70.4mmで2,687cc[10]、圧縮比8.5。210PS/6,300rpm[10]、26.0kgm/5,600rpm[10]。911カレラRS（1973年）[10]に搭載された。
- 911/75型 - 内径φ95mm×行程70.4mmで2,994cc[11][注釈 2]。圧縮比は10.3[11]、330PS/8,000rpm[11]、32.0kgm/6,500rpm[11]。911カレラRSR（1975年）に搭載[11]された[注釈 3]。
- 911/76型 - 内径φ83mm×行程66mmで2,142cc。500PS/7,600rpm、56kgm/5,400rpm。911カレラRSRターボに搭載された。
- 911/77型 - 2,994cc[12]。911カレラRSR3.0に搭載された[12]。後に935/76型の原型となった[12][注釈 4]。
- 911/83型 - 内径φ90mm×行程70.4mmで2,687cc。911カレラRS2.7（1972-1973年）に搭載された。
- 911/86型 - 内径φ84mm×行程70.4mmで2,341cc。190PS/6,500rpm、22.0kgm/5,200rpm。916（1972年）に搭載された。
- 911/92型 - 内径φ90mm×行程70.4mmで2,687cc。911に搭載された。
- 911/93型 - 内径φ90mm×行程70.4mmで2,687cc。911Sに搭載された。
- 916型 - 2リットルDOHC。1967年のムジェログランプリで910に載せてテストされた。
- 930/17型
- 930/50型
- 930/60型 - 内径φ95mm×行程70.4mmで3,299cc。300PS/5,500rpm、42kgm/4,000rpm。930ターボ（1980年）に搭載された。
- 930/62型
- 930/64型
- 930/75型 - 内径φ95mm×行程70.4mmで2,993cc[13]。圧縮比は6.5[13]で485PS/7,000rpm[13]、60.0kgm/5,400rpm[13]。934ターボ（1976年）に搭載[13]された。
- 930/78型 - 内径φ92mm×行程70.4mmで2,857cc[14]。630PS/8,000rpm[14]、60.0kgm/5,400rpm[14]。935ターボ（1976年）に搭載[14]された。
- 935/76型 - 内径φ92.3mm×行程66mmで2,650cc[15]。KKK製ターボを2基搭載[15]し1.2バール過給[15]しクーゲルフィッシャー製機械式燃料噴射装置[15]で620PS以上/8,200rpm[15]。935/81と初期の956に搭載された[15]。
- 935/82型 - 内径φ92.3mm×行程66mmで2,650cc[16]。1986年に内径φ93mm×行程70.4mmで2,869ccとされた[16]。ヘッドのみ水冷。956、初期の962Cに搭載された[16]。また後にデチューンされて959に搭載された。
- 962/70型 - 2,870cc。962に搭載された。
- 962/71型 - アメリカ製V型8気筒エンジンと対等に戦うため[17]アル・ホルバートがカルフォルニアにあったアンディアルに依頼してポルシェ公認で製作したSOHC2バルブ3.2リットル[17]でエンジンマネージメントシステムはモトロニックMP1.2[17]。962に搭載され、ポルシェワークス製2,850ccエンジンに満足していなかったIMSAの962ユーザーに大流行した[17]。
- 962/72型 - 3.0リットル。962に搭載された。
- E964T型 - 内径φ97mm×行程74.4mmで3,299cc、圧縮比7.0。320PS/5,750rpm、44.1kgm/4,500rpm。911ターボ（1991-1992年）に搭載された。
- PFM3200 - 航空機用。

### 水冷水平対向6気筒
ポルシェ・962、ポルシェ・996、ポルシェ・997、ポルシェ・991、ポルシェ・ボクスター、ポルシェ・ケイマンなどに使用されている。
- 935/83型 - 内径φ95mm×行程70.4mmで2,994cc[16][18]、DOHC24バルブターボ[18]にエンジンマネージメントシステムは当初ボッシュ製機械式モトロニック1.2[16][19]であったが1988年[19]に全デジタル化[19]したモトロニックMP1.7[19]を採用し850PS[18]、決勝ブーストでも常時700PSを発揮した。その後1990年[20]には内径φ95mm×行程74.4mm[20]で3,164cc[20]、予選ブーストで900PSを楽に出す[20]バージョンも出た。962Cに搭載された[16][18]。

### 水冷V型6気筒
ポルシェ・カイエンに使用されている。

## 8気筒

### 空冷水平対向8気筒
ポルシェ・804、ポルシェ・908/3、ポルシェ・910/8などに使用されている。
- 753型 - 初めてエンジンにチタンを使用した[21]。内径φ66mm×行程54.6mmで1,494cc[21]。180PS/9,200rpm[21]、15.6kgm/7,200pm[21]。フォーミュラ1用のレーシングカー、804に搭載[21][1]された。753-06エンジンでは200PSまで出力向上した[21]。
- 771型 - 2リットル、DOHC[8]。210PSエンジンがRS61に搭載[4]された。
- 771/1型 - 内径φ80mm×行程54.6mmで2,195cc[8]。ボッシュ製機械式燃料噴射装置仕様で270PS/8,600rpm、23.5kgm/7,000rpm[8][注釈 5]。
- 908型 - 2,997cc強制空冷式DOHC2バルブ。ボッシュ製機械式燃料噴射装置で350hp/8,400rpm、32.5kgm/6,600rpm。

### 水冷V型8気筒
ポルシェ・928、ポルシェ・カイエン、ポルシェ・パナメーラ、ポルシェ・RSスパイダー、ポルシェ・918、ポルシェ・963などに使用されている。
- M28.03型 - 内径φ95mm×行程78.9mmで4,474cc。928（1978-1981年）に搭載された。
- MR6型 - 内径φ95mm×行程59.9mmで3,399cc。RSスパイダー（2006年-）や918（2010年-）に搭載された。

## 12気筒

### 空冷水平対向12気筒
ポルシェ・917に使用されている。
- 912型 - 内径φ85mm×行程66mmで4,494cc[22]。圧縮比10.5[22]で560PS/8,300rpm[22]、50.0kgm/6,800rpm[22]。917に搭載[22]された。
- 912/10型 - 内径φ86mm×行程70.4mmで4,907cc[22]。600PS/8,400rpm[22]、56.0kgm/6,500rpm[22]。1970年の917Kに搭載された。
- 912/52型 - 4,998cc。1000PS/7,800rpm、112kgm/6,400rpm。917/10に搭載された。

## 16気筒

### 空冷16気筒
- 212型 - 戦車用ディーゼルエンジン[1]。

## 気筒数不明
- 115型 - SOHC1.1リットルスーパーチャージャー付き「KdF」エンジン[1]。
- 170型 - 船舶用スチュームブート（Sturm Boot [注釈 6]）エンジンVer.1[1]。
- 171型 - 船舶用スチュームブートエンジンVer.2。
- 174型 - ノーマルの「KdF」エンジンを使ったスチュームブートエンジン[1]。
- 678型 - 航空用1.6リットルエンジン[1]。
- 678/1型 - 航空用リダクションギアつき65hpエンジン[1]。
- 678/3型 - 航空用ダイレクトドライブ52hpエンジン[1]。
- 678/4型 - 航空用リダクションギアつき75hpエンジン[1]。

## ターボジェットエンジン
- 109-005 - 長距離ミサイル用。